# Bruno Gilles
Bruno Gilles, né le 26 décembre 1960 à Marseille, est un homme politique français.

## Biographie

### Jeunesse et études
Bruno Gilles effectue sa scolarité au lycée Saint-Charles, où il côtoie Élie Kakou. Il obtient son baccalauréat (série D) en 1979.
Il intègre ensuite la faculté de médecine de l'université de la Méditerranée Aix-Marseille II. De 1982 à 1983, il suit à Marseille une formation de prothésiste dentaire et enchaîne, de 1983 à 1986, sur des études pour un CAP d'opticien lunetier et un diplôme universitaire d'optique. 

### Carrière professionnelle
Après ses études, il est visiteur médical du laboratoire pharmaceutique Logeais. De 1992 à 1994, il en est attaché de direction. Jusqu'à 2002, il est également attaché de direction du laboratoire pharmaceutique Chiesi.

### Parcours politique
Il adhère au RPR pour la première fois en 1979, à 19 ans. En 1981, il devient délégué des jeunes RPR des Bouches-du-Rhône.
En 1983 et en 1989, il est candidat aux élections municipales sur les listes de Jean-Claude Gaudin. En 1992, il devient directeur de campagne de Renaud Muselier pour les élections cantonales. Un an plus tard, il reprend la même fonction, toujours auprès de Renaud Muselier, pour les élections législatives, lors desquelles ce dernier est élu député.
Il soutient Jacques Chirac à l’élection présidentielle de 1995 et est son directeur départemental de campagne dans les Bouches-du-Rhône. La même année, il est directeur de campagne de Jean-Claude Gaudin et de Renaud Muselier pour les élections municipales à Marseille. La victoire de la droite lui permet d'être élu conseiller municipal de Marseille, puis maire du  3e secteur de la ville (4e et 5e arrondissements). Toujours en 1995, il est nommé secrétaire départemental adjoint du RPR.
Deux ans plus tard, en 1997, il est à nouveau directeur de campagne de Renaud Muselier pour les élections législatives. À l'élection présidentielle de 2002, Jacques Chirac lui confie à nouveau la responsabilité de diriger sa campagne dans le département des Bouches-du-Rhône. Renaud Muselier est réélu député à la suite des élections législatives de 2002 ; à la suite de la nomination de ce dernier au gouvernement, Bruno Gilles, son suppléant, devient député dans la cinquième circonscription des Bouches-du-Rhône. Il fait partie du groupe UMP. Il est l'initiateur d'une proposition de loi proposant une journée de mémoire des victimes des régimes communistes.  Il occupe à nouveau la fonction de directeur de campagne de Renaud Muselier pour les élections législatives de 2007, et est également son suppléant.
L’année suivante, le 21 septembre 2008, il est élu sénateur dans les Bouches-du-Rhône.
En 2012, il est nommé par Jean-François Copé secrétaire départemental de l'UMP, chargé des relations avec les élus et le comité de liaison de la majorité présidentielle. Il devient également conseiller politique de l'UMP. En janvier 2016, il est élu président de la fédération Les Républicains des Bouches-du-Rhône, succédant ainsi au sénateur-maire de Marseille Jean-Claude Gaudin. Il soutient Nicolas Sarkozy pour la primaire présidentielle des Républicains de 2016. Il parraine Laurent Wauquiez pour le congrès des Républicains de 2017, scrutin lors duquel est élu le président du parti.
En septembre 2018, il annonce sa candidature à la mairie de Marseille aux élections municipales de 2020. Alors que LR lui préfère Martine Vassal, il quitte le parti et la présidence de la fédération des Bouches-du-Rhône, et maintient sa candidature. Depuis qu'il n'a plus d'étiquette politique, sa candidature suscite le ralliement de personnes de différentes tendances politique, telles Lisette Narducci (maire Mouvement radical du deuxième secteur de Marseille), Cécile Vignes (un temps candidate citoyenne dans le sixième secteur) ou des dissidents LR. Cependant, il perd le soutien de Renaud Muselier, un de ses proches. En 2019, il quitte le parti Les Républicains pour mener une liste dissidente lors des élections municipales en 2020, face aux listes de Martine Vassal. Au second tour des élections municipales, il choisit de retirer sa liste dans le quatrième secteur. En conséquence, Martine Vassal retire également sa liste dans le troisième secteur pour essayer de remporter ces deux secteurs compliqués, qui seront finalement tous deux gagnés par le Printemps Marseillais.
Il ne se présente pas aux élections départementales en 2021.
En octobre 2021, il adhère dès sa création à Horizons, le parti politique créé par l'ancien Premier ministre Édouard Philippe. 
Le 5 février 2022, il est nommé par Édouard Philippe responsable du Comité municipal Horizons Marseille.

## Détail des mandats et fonction
- 25 juin 1995 – 30 septembre 2017 : maire du 3e secteur de Marseille (4e et 5e arrondissements)
- 19 juillet 2002 – 19 juin 2007 : député pour la cinquième circonscription des Bouches-du-Rhône
- 1er octobre 2008 – 30 septembre 2020 : sénateur pour les Bouches-du-Rhône
- Depuis le 28 juin 2020 : conseiller municipal de la ville de Marseille et conseiller métropolitain (Métropole Aix Marseille)
- Maire honoraire du 3e secteur de Marseille et membre honoraire du Parlement en tant qu'ancien sénateur